# Vĩnh Thuận (huyện cũ)
Vĩnh Thuận là một huyện cũ được đặt tên vào năm Gia Long thứ 4 (1805).

## Lịch sử
Thời nhà Lê, huyện có tên Quảng Đức, thuộc phủ Phụng Thiên. Từ thời Lê sơ đến thời Tây Sơn đều gồm có 18 phường.
Dưới triều Nguyễn, năm Gia Long 4 (1805), huyện được đổi tên thành Vĩnh Thuận, gồm 5 tổng, 56 xã, thôn phường trại; Dưới thời Minh Mạng, huyện Vĩnh Thuận có 27 phường, thôn, trại. Từ đời Tự Đức đến đời Đồng Khánh gồm 5 tổng, 40 thôn phường trại.
Huyện Vĩnh Thuận ngày nay tương đương với 8 phường của quận Đống Đa, 14 phường của quận Ba Đình, 5 phường của quận Tây Hồ, 1 phường của quận Cầu Giấy.